# Манастир Јазак
Манастир Јазак је женски манастир припада Епархији сремској Српске православне цркве који се налази на Фрушкој гори. Представља непокретно културно добро као споменик културе од изузетног значаја.
Старешина манастира је игуманија Параскева (Драпшин), са сестринством на селу од 1990. године.

## Прошлост манастира
Основан је 1736. године на равном завршетку мале котлине, између два пропланка, на јужној падини Фрушке горе, на потезу познатом под именом Градац. Манастирски комплекс се састоји од цркве са звоником, окруженој са три стране конацима, док је са четврте стране зид и засвођени улаз у манастирску порту. У средини порте је манастирска црква са троспратне звоником.
Непосредно уз манастир, на путу према селу Јазак, налази се манастирски прњавор, а на удаљености око два километра, северно од манастира, налазе се остаци манастира Стари Јазак, који је према предању, основао је св. Деспот Јован Бранковић, млађи син св. Стефана Слепог и св. Мајке Ангелине. Био је посвећен Ваведењу Пресвете Богородице (21. новембар/ 4. децембар). Први писани податак потиче из 1522. године. Помиње се у рукописном Триоду који је преписивао јазачки монах Лаврентије.
С обзиром да из 17. века нису сачувана сведочанства о манастиру, претпоставља да је запустео све до Велике сеобе Срба 1690. године. Тако су 1705. пренете мошти цара Уроша из Неродимља, због чега је манастир уживао велики углед. У време митрополита Вићентија Јовановића 1736. године, донета је одлука о изградњи нове Цркве Св. Тројице у барокном стилу, коју је јуна 1758. освештао митрополит Павле Ненадовић и у њу је пренет инвентар старог манастира.
Стари Јазак је затим претворен у женски манастир, који је уредбом Марије Терезије 1773 о редукцији манастира расељен и брзо затим претворен у рушевине, које и данас стоје на истом месту. У новој цркви од 1759 до 1769 рађен је иконостас са 58 икона, дело Димитрија Бачевића и његових помоћника Теодора Крачуна и Димитрија Поповића. Пошто је унутрашњост цркве дуго стајала само окречена, 1899. године сликар Павле Чортановић (1830-1903) је урадио уљане зидне слике с појединим ликовима из националног и опште хришћанског светитељског пантеона.
У аграрној реформи након Првог светског рата, манастир је остао без 250 јутара земље, која је враћена 1928, запуштена. Вођење бриге о манастирском имању је са успехом преузела гца Темира Поповић, по уговору са настојатељем Валеријаном Прибићевићем.
Највећи и најдетаљнији радови на манастирском комплексу урађени су у периоду од 1926—1930. године.
Током Другог светског рата манастир је претрпео велику штету. Тадашњи директор загребачког Музеја за уметност и обрт, Владимир Ткалчић тада је однео 79 предмета. Партизани су га запалили у лето 1942, када је изгорео део зграде, Немци узимали грађу од остатака, а службеник НДХ Антон Бауер однео остатак вредних предмета из манастира. После рата манастир је обновљен. Приликом последње обнове, у западном крилу конака смештене су библиотека, свечана трпезарија и ризница.
Женски манастир Јазак и данас је активан.

## Старешине манастира
| Портрет | Име и презиме                 | Време службе |
| ------- | ----------------------------- | ------------ |
|         | игуманија Христина (Голупска) | 1954—1964    |
|         | игуманија Ангелина (Драпшин)  | 1964—1990    |
|         | игуманија Параскева (Драпшин) | 1990—        |